# Pandan Sari II
Pandan Sari II is een bestuurslaag in het regentschap Ogan Komering Ulu van de provincie Zuid-Sumatra, Indonesië. Pandan Sari II telt 967 inwoners (volkstelling 2010).